# Transport à Petrozavodsk
Cet article présente les transports de Petrozavodsk (en russe : Транспорт Петрозаводска, en carélien : Petroskoin liikendeh) de la ville de Petrozavodsk en république de Carélie en Russie.

## Transport routier

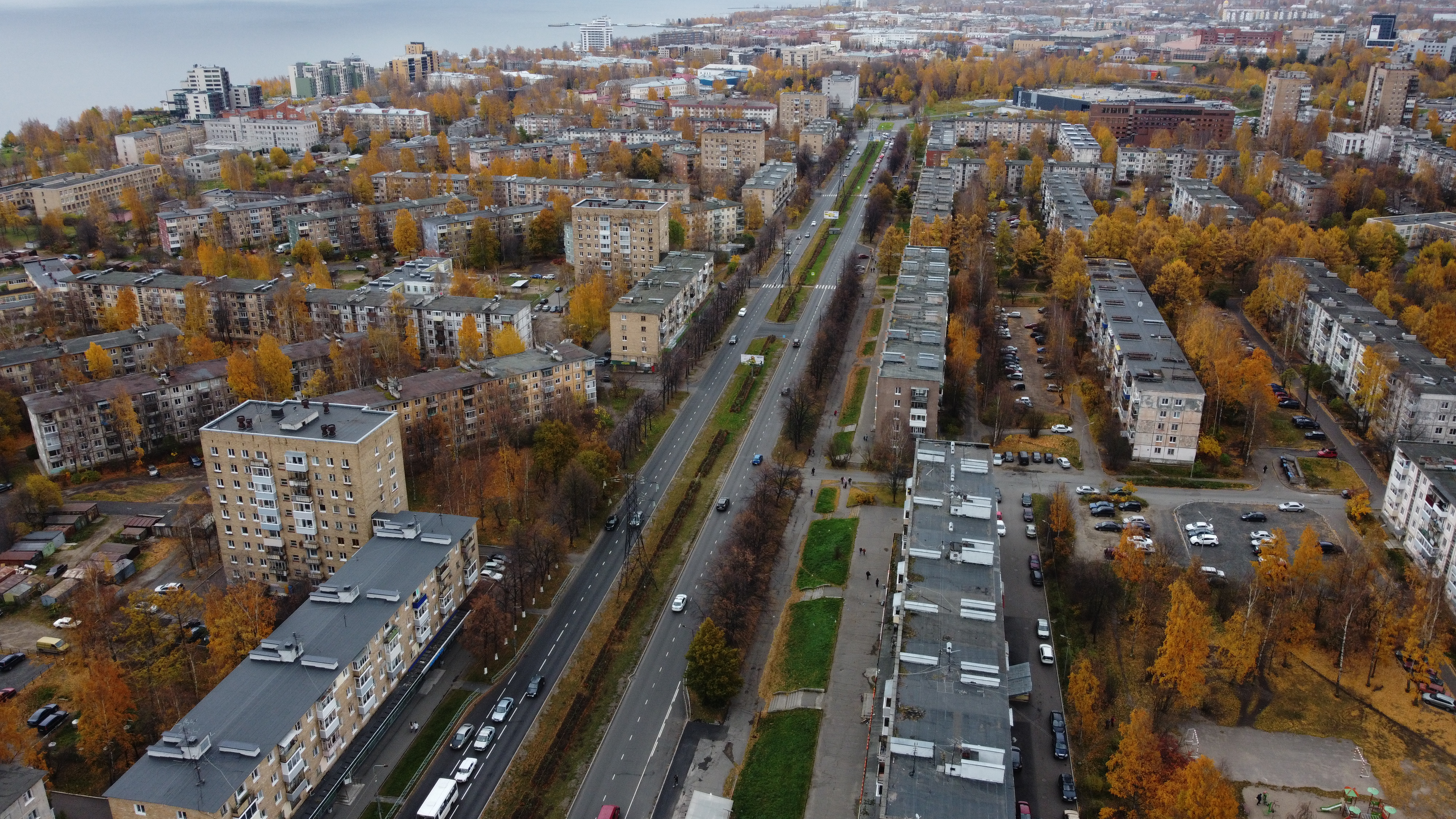
Avenue Oktyabrsky.

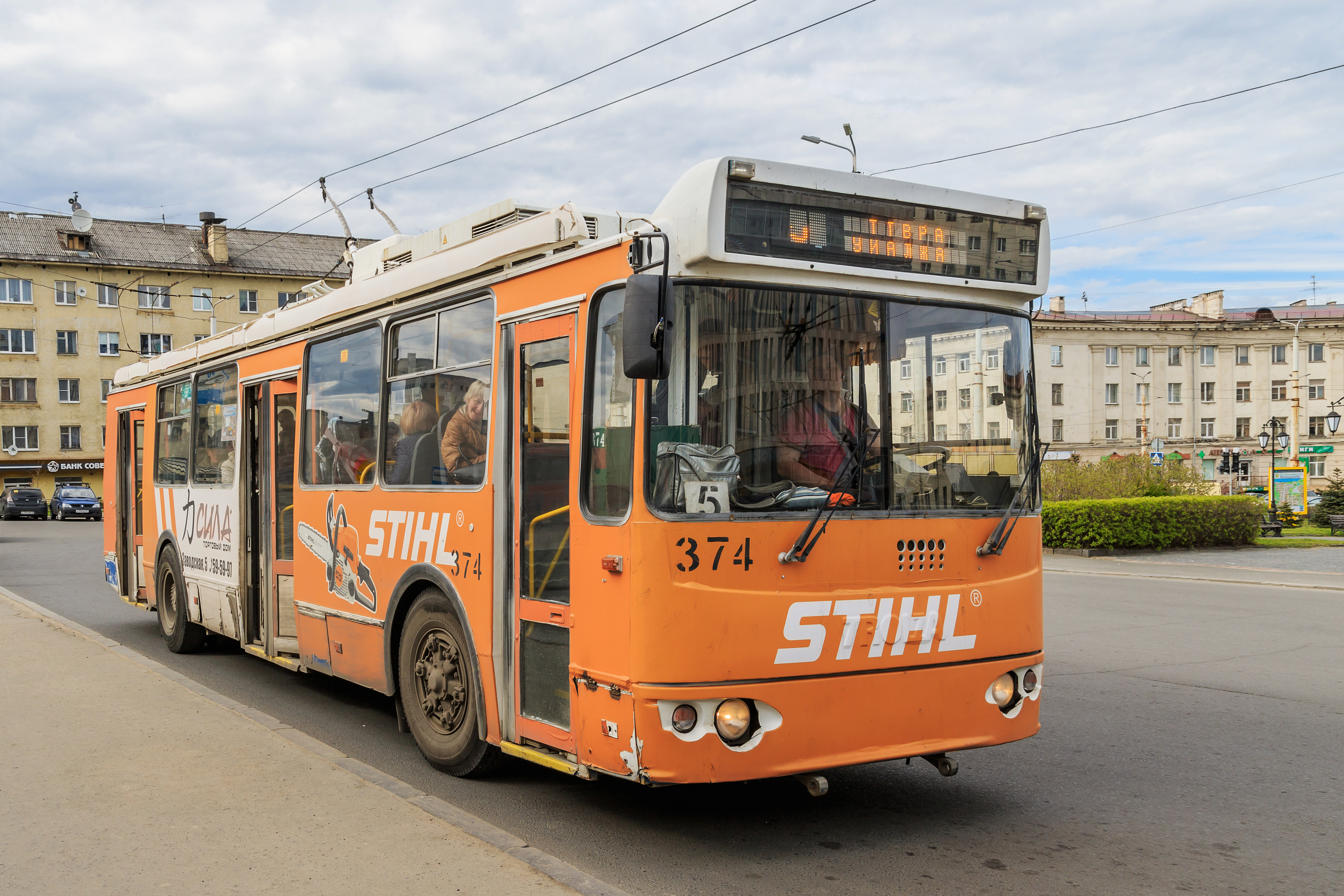
Trolleybus de Petrozavodsk

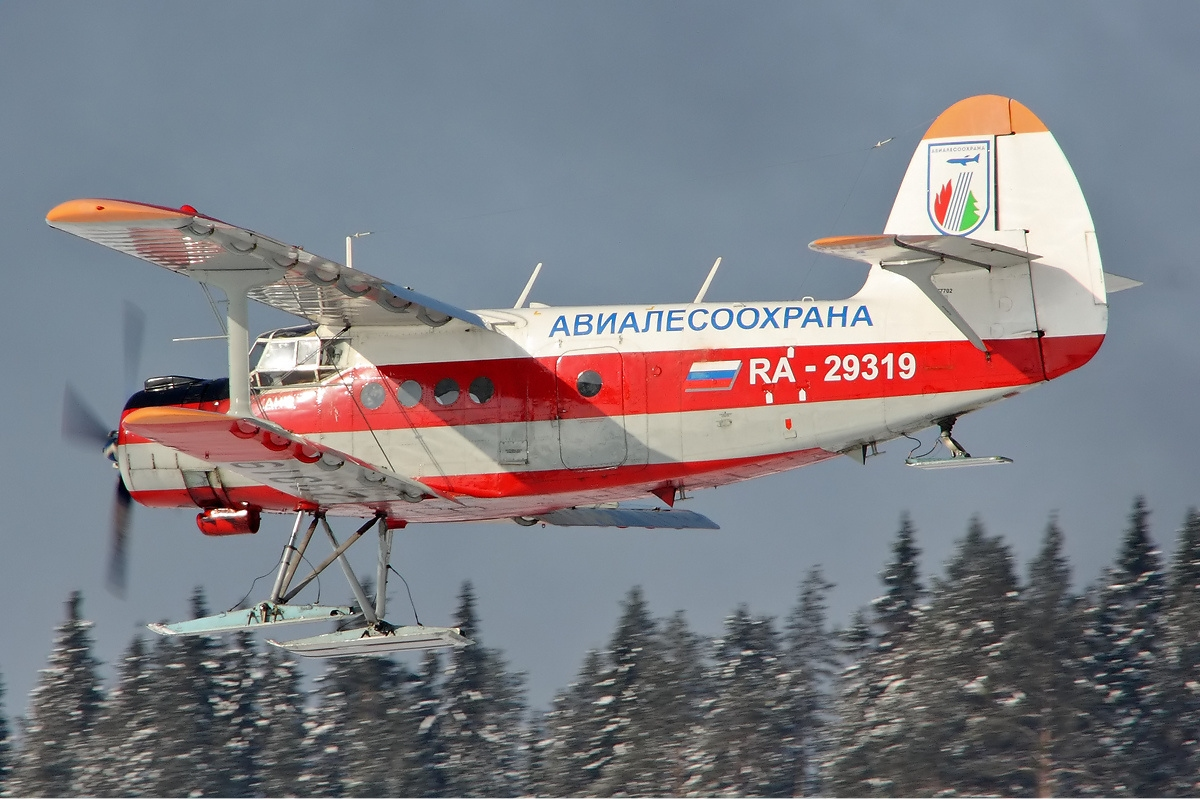
Antonov AN-2 de la base aérienne nord-ouest de la protection aérienne des forêts.

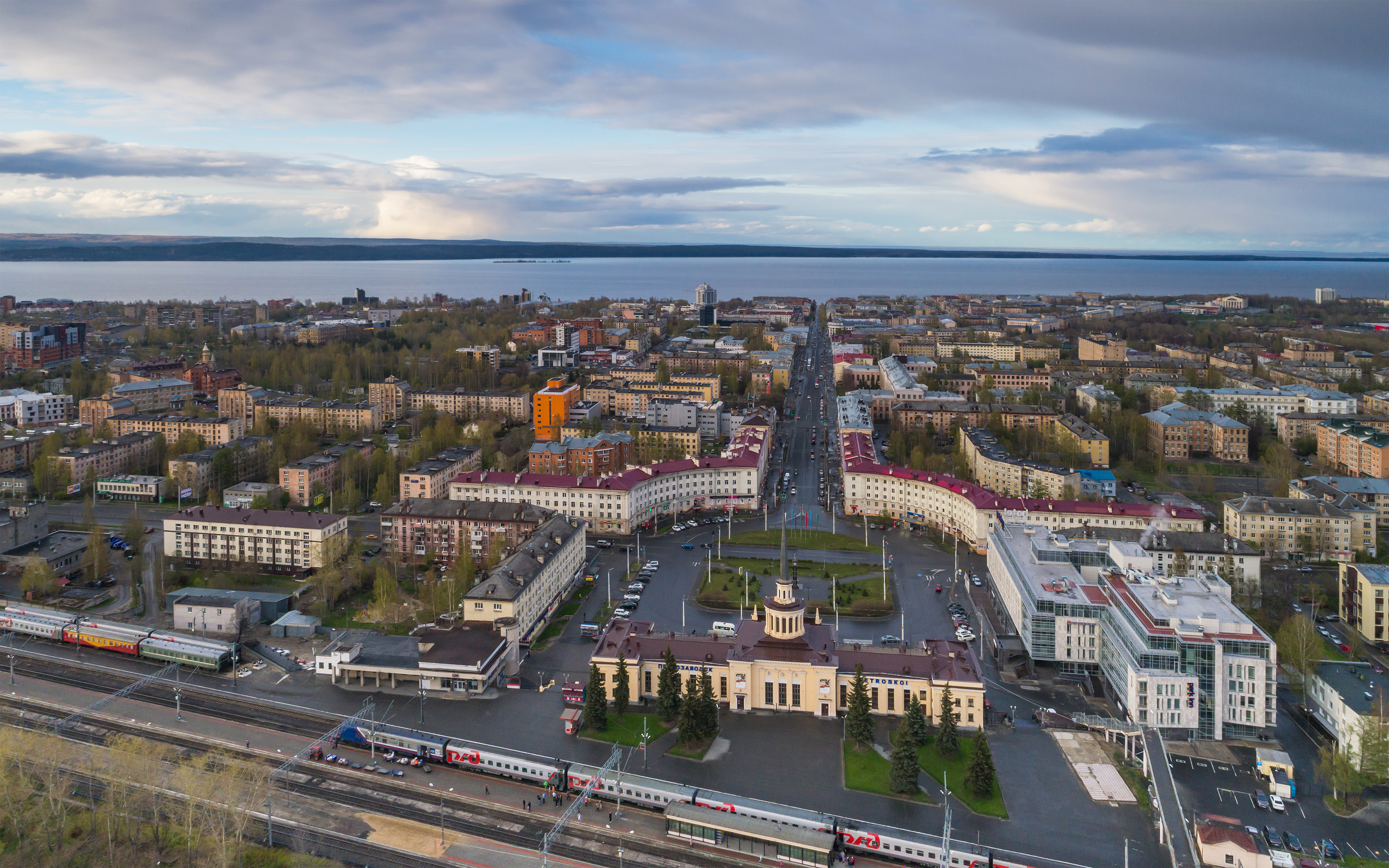
La gare de Petrozavodsk.

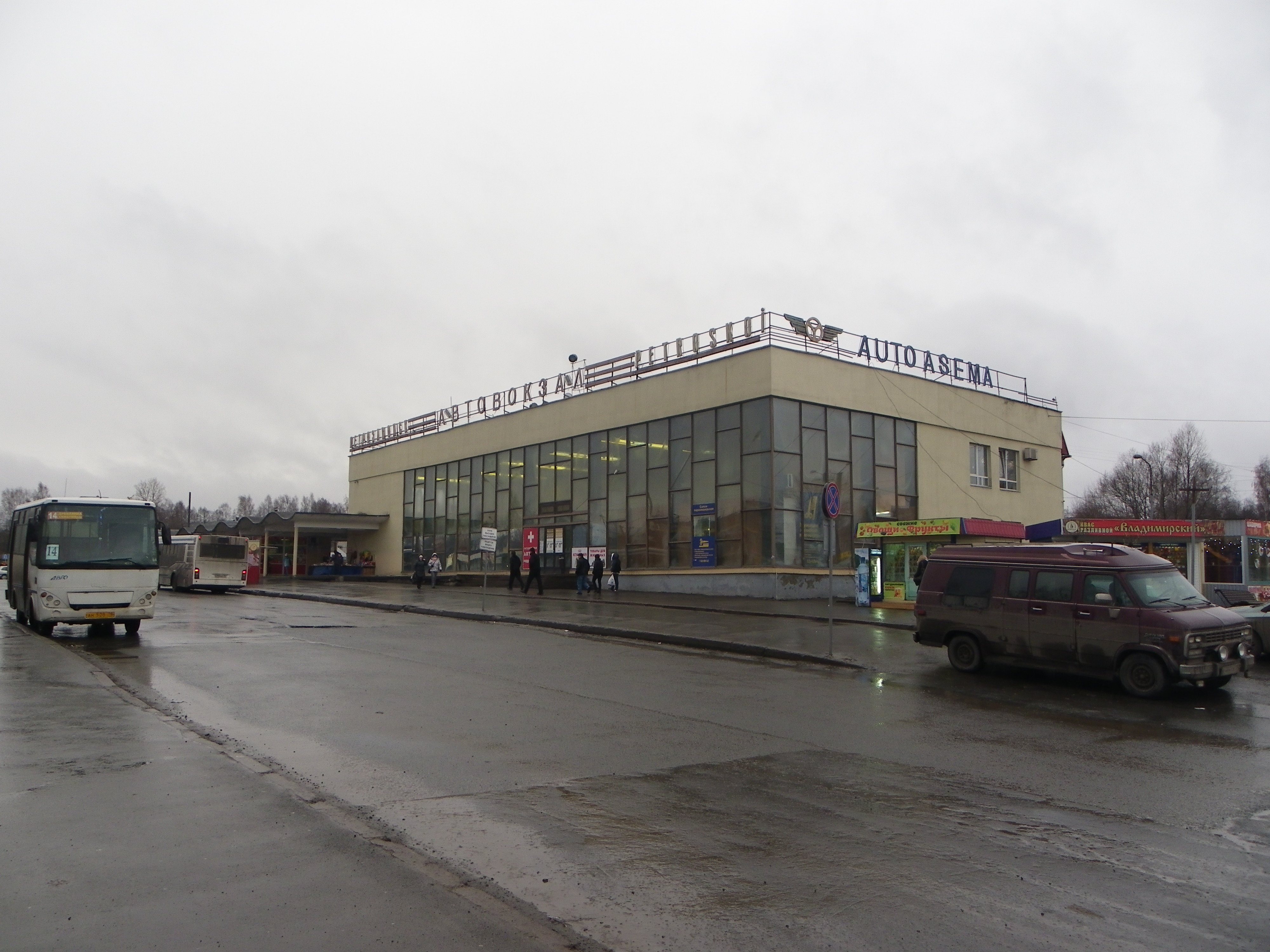
La gare routière de Petrozavodsk.

### Autoroutes
| Route  | Parcours                        |
| ------ | ------------------------------- |
| E105   | (Kirkenes — Yalta)              |
|        | (Saint-Pétersbourg — Mourmansk) |
| 86K-10 | (Petroskoi — Suojärvi)          |
| Р19    | (Petroskoi — Ochta)             |

### Liaisons avec d'autres villes
| Route  | Parcours                                                                        |
| ------ | ------------------------------------------------------------------------------- |
|        | Saint-Pétersbourg, Olonets, Kontupohja, Medvejiegorsk,Belomorsk, Кем, Mourmansk |
| +      | Moscou                                                                          |
|        | Sortavala                                                                       |
| 70     | Joensuu                                                                         |
| 70     | Helsinki                                                                        |
|        | Pitkäranta                                                                      |
| 86K-10 | Suojärvi                                                                        |

## Transport par bus
Les lignes de bus urbaines sont les suivantes:
- Ligne N 2
- Ligne N 3
- Ligne N 5
- Ligne N 8
- Ligne N 9
- Ligne N 10
- Ligne N 12
- Ligne N 14
- Ligne N 17
- Ligne N 19
- Ligne N 20
- Ligne N 21
- Ligne N 22
- Ligne N 25
- Ligne N 26
- Ligne N 27
- Ligne N 29

## Transport par trolleybus
Les lignes de  trolleybus sont les suivantes:
- 1: Keminkatu – Heikkosenkatu
- 2: Hiihdonkatu – Talonrakennuskombinaatti
- 3: Tehtaankatu – Leipätehdas
- 4: Hiihtokatu – Lokakuunkatu (Hypermarché Lenta)
- 5: Hiihtokatu – Gare de Petrozavodsk marchandises
- 6: Merimiehenkatu – Aleksanteri Nevalaisen katu – Antikaisenkatu – Gare de Petrozavodsk marchandises – Kirovinkatu – Aleksanteri Nevalaisen katu – Merimiehenkatu
- 8: Tehtaankatu – Heikkosenkatu

## Transport aérien
Les aéroports de Petroskoi sont :
- Aéroport Besovets vols internationaux et nationaux (ouvert en 1939) ;
- Aéroport Sands, vols intérieurs (ouvert au milieu des années 1930) ;
- Hydroport (exploité de 1932 aux années 1980).

## Transport ferroviaire
Les gares de la ville de Petrozavodsk :
- Gare et place de la gare (place Youri Gagarine)
- Gare Onega . Il fonctionne depuis 1916 (un train d'essai a traversé la gare en 1915 en tant que "train de service").
- Gare Golikovka . Il fonctionne depuis 1916 (un train d'essai a traversé la gare en 1915 en tant que "train de service").
- Gare de Petrozavodsk
  - Petrozavodsk-passager. Ouverte en 1955.
  - Petrozavodsk-tovarny. Ouverte en 1916 (un train d'essai a traversé la gare en 1915 en tant que "train de service").
- Gare de Kamenny Bor . Ouverte en 1947.
- Gare ferroviaire de Tomica . Ouverte en 1916.
- Arrêt ferroviaire Onegzavod . Ouverte en 1947 fermée dans les années 1970.
- Dépôt de locomotives Petrozavodsk. Ouverte en  1916.

## Transport lacustres
Des liaisons Petrozavodsk-Île de Kiji, Petrozavodsk-Challa et Petrozavodsk-Velikaya Guba sont organisés à partir du port de Petrozavodsk. 
Les billets sont vendus,  à un kiosque au poste d'amarrage n°4 du port.